# Stefany Hernández
Stefany Hernández Mendoza, née le 15 juin 1991 à Ciudad Guayana, est une coureuse cycliste vénézuélienne, spécialiste du bicycle motocross (BMX). En 2015, elle devient championne du monde de BMX.
Stefany fait partie du collectif des Champions de la Paix de Peace and Sport, regroupant des athlètes de haut niveau engagés personnellement en faveur du mouvement de la paix par le sport

## Palmarès en BMX

### Jeux olympiques
- Londres 2012
  - Participation à la demi-finale du BMX
- Rio de Janeiro 2016
  -  Médaillée de bronze du BMX

### Championnats du monde
- Zolder 2015
  -  Championne du monde de BMX

### Coupe du monde
- 2014 : 4e du classement général
- 2015 : 2e du classement général
- 2016 : 30e du classement général
- 2017 : 6e du classement général
- 2018 : 36e du classement général
- 2019 : 38e du classement général
- 2021 : 42e du classement général

### Championnats panaméricains
- Bello 2011
  -  Médaillée de bronze en BMX
- Santiago 2015
  -  Médaillée d'argent en BMX

### Jeux panaméricains
- Lima 2019
  -  Médaillée de bronze en BMX

### Jeux sud-américains
- Medellín 2010
  -  Médaillée d'argent en BMX 24 pouces
- Santiago 2014
  -  Médaillée d'argent en BMX
  -  Médaillée de bronze en BMX contre-la-montre

### Jeux d'Amérique centrale et des Caraïbes
- Mayagüez 2010
  -  Médaillée d'argent en BMX
- Veracruz 2014
  -  Médaillée d'argent en BMX

### Jeux bolivariens
- Trujillo 2013
  -  Médaillée d'argent du contre-la-montre BMX
  -  Médaillée d'argent de la course BMX
- Santa Marta 2017
  -  Médaillée de bronze du contre-la-montre BMX
  -  Médaillée de bronze de la course BMX

### Coupe d'Europe
- 2015 : 2e du classement général, vainqueur de cinq manches
- 2017 : 33e du classement général